# ANF Les Mureaux 170
L'ANF Les Mureaux 170 fu un caccia monomotore ad ala bassa sviluppato dall'azienda aeronautica francese Ateliers de Construction du Nord de la France et des Mureaux nei primi anni trenta e rimasto allo stadio di prototipo.
Realizzato su una specifica emessa dal Service technique de l'aéronautique (STAé) per conto dell'Aéronautique Militaire, la componente aerea dell'Armée de terre (l'esercito francese), valutato assieme ad altri undici concorrenti venne giudicato non idoneo preferendogli il Dewoitine D.500, di conseguenza il suo sviluppo venne abbandonato.

## Storia del progetto
Nel 1930, quando oramai il legier Chasse "Jockey" detto anche Plan Caquot, programma per la realizzazione di un caccia leggero, venne giudicato un insuccesso, per ovviare alla necessità di sostituire il parco velivoli oramai inadeguato il Service technique de l'aéronautique (STAé) emise una specifica C1, relativa cioè ad un nuovo modello da caccia monoposto. I requisiti, già espressi nel 1928, erano relativi ad un velivolo dotato di ottima visibilità, cellula con coefficiente di robustezza pari a 16, velocità massima raggiungibile di almeno 327 km/h a 3 500 m ed un armamento comprendente due mitragliatrici Vickers calibro 7,7 mm costruite su licenza dalla Manufacture d'Armes de Châtellerault (MAC). Una modifica successiva, datata 26 gennaio 1931, specificava la necessità di utilizzare un motore aeronautico con una cilindrata tra i 26 ed i 30 L dotato di compressore meccanico portando la velocità massima a 350 km/h a 4 000 m.
Al concorso risposero le principali aziende aeronautiche nazionali che presentarono non meno di 10 progetti, concretizzatisi in 12 diversi prototipi, quasi tutti disegnati attorno all'Hispano-Suiza 12Xbrs, un 12 cilindri a V da 26 L in grado di erogare una potenza pari a 650 hp (485 kW) alla quota di 4 500 m (14 765 ft), scelto per la sua dimostrata affidabilità e contenuta superficie frontale rispetto ai modelli allora disponibili.
La ANF Les Mureaux affidò il progetto al direttore del suo ufficio tecnico, l'ingegnere André Brunet, il quale disegnò un velivolo dall'impostazione moderna, di costruzione interamente metallica, caratterizzato dalla velatura monoplana ad ala di gabbiano posizionata alta sulla fusoliera rinforzata da due aste di controvento, soluzione intenzionata a riproporre i vantaggi teorizzati dal polacco Zygmunt Puławski che per primo l'aveva adottata per equipaggiare un velivolo e che permetteva di abbinare la maggiore stabilità di un'ala alta alla migliore visibilità da parte del pilota.
Il primo prototipo, identificato come 170.01 e realizzato presso gli stabilimenti aziendali a Les Mureaux, venne presentato al pubblico nel 1932 durante la 13ª edizione del Salon d'Aviation di Parigi.
Presentato alla commissione esaminatrice dell'esercito francese, benché avesse dimostrato di possedere buone prestazioni, descritte dalla rivista specializzata Flight come "il più veloce aereo francese in servizio", venne indicato dai piloti collaudatori come carente nella visibilità in fase di atterraggio invitando l'azienda a presentare un secondo prototipo dove questo inconveniente fosse risolto. Il problema venne affrontato senza ottenere soluzioni di rilievo tuttavia il secondo prototipo che volò nel marzo 1934, presentava alcune migliorie tecniche tra cui l'adozione del glicole etilenico nel motore per elevare maggiormente il punto di ebollizione al fine di utilizzare un radiatore di minori dimensioni a vantaggio della pulizia aerodinamica generale. Presentato come richiesto, questa volta alla neoistituita forza armata francese, l'Armée de l'air, venne giudicato inferiore sia al vincitore, il monoplano Dewoitine D.500, che al biplano Blériot-SPAD S.510, entrambi avviati alla produzione in serie. Nonostante il rifiuto il modello venne utilizzato dall'azienda come base di sviluppo per il successivo caccia biposto ANF Les Mureaux 180, anche in questo caso senza successo.

## Tecnica
Il 170 era un velivolo dall'impostazione moderna, di costruzione interamente metallica, che riproponeva l'aspetto dei modelli ideati dall'ingegnere dal polacco Zygmunt Puławski per conto della Państwowe Zakłady Lotnicze (PZL - Fabbrica statale di costruzioni aeronautiche), un monomotore in configurazione traente, monoplano ad ala di gabbiano, monoposto a carrello fisso.
La fusoliera, realizzata con struttura metallica ricoperta da pannelli in duralluminio, era caratterizzata dall'unico abitacolo riservato al pilota, aperto e dotato anteriormente di parabrezza e posteriormente di un poggiatesta che si raccordava ad una pinna dorsale. Posteriormente terminava in un impennaggio classico monoderiva dai piani orizzontali a sbalzo.
La velatura era monoplana, con profilo ad ala di gabbiano, rastremata per dare corda e spessore massimi alla metà di ogni semiala, vicino a dove erano controventate alla fusoliera da una coppia di aste per lato.
Il carrello d'atterraggio era fisso, con i due elementi anteriori indipendenti con gambe di forza ammortizzate che insistevano sulla controventatura dell'ala, dotato di ruote carenate, integrato posteriormente da un ruotino d'appoggio posizionato sotto la coda.
La propulsione era affidata ad un motore Hispano-Suiza 12Xbrs, un 12 cilindri a V raffreddato a liquido in grado di erogare, in quella versione, una potenza pari a 650 hp (485 kW), posizionato all'apice anteriore della fusoliera chiuso in una cofanatura metallica dalla quale uscivano singolarmente i collettori di scarico, ed abbinato ad un'elica bipala metallica Ratier. L'impianto di raffreddamento era basato su un radiatore posizionato in una gondola sotto la fusoliera, dotato di un dispositivo a lamelle per parzializzare l'afflusso d'aria in base alla quota raggiunta.
L'armamento era affidato ad una coppia di mitragliatrici MAC-Vickers calibro 7,7 mm posizionate nel profilo alare e sparanti fuori dal disco dell'elica così da non richiedere alcun dispositivo di sincronizzazione.

## Utilizzatori
Francia
- Aéronautique Militaire poi
- Armée de l'air

utilizzato solo per prove di valutazione.